# Rymdimperiet slår tillbaka
Rymdimperiet slår tillbaka (engelska: The Empire Strikes Back) (även känd som Star Wars: Episod V – Rymdimperiet slår tillbaka (engelska: Star Wars: Episode V – The Empire Strikes Back) är en amerikansk science fiction-film som hade biopremiär i USA den 21 maj 1980, regisserad av Irvin Kershner. Filmen är den andra produktionen i serien av Star Wars-filmer och den femte delen sett till berättelsens kronologi.

## Handling
Filmen utspelar sig tre år efter föregångaren Stjärnornas krig. Efter slaget vid Yavin har Rebellerna jagats av Rymdimperiet och har därför byggt en ny bas på snöplaneten Hoth. Rymdimperiet får genom sina rymdsonder reda på rebellbasens position och inleder en markattack. Rebellerna tvingas evakuera, och Luke Skywalker får, efter att ha deltagit i slaget, ge sig av i sitt rymdskepp tillsammans med R2-D2. Prinsessan Leia, Han Solo, Chewbacca och C-3PO flyr samtidigt i Årtusendefalken.
Luke, som av sin forne mentor Obi-Wan Kenobis ande fått höra talas om den uråldrige jedimästaren Yoda, ger sig av mot dennes hemvist - planeten Dagobah. På Dagobah går Yoda motvilligt med på att utbilda den impulsive Luke, under tiden som Han och Leia når Molnstaden, efter att ha jagats av Rymdimperiets styrkor. Molnstadens administratör, Lando Calrissian, visar sig vara en gammal vän till Han. Lando har dock angivit Han och hans vänner för Darth Vader och prisjägaren Boba Fett. Han Solo blir nedfryst för att av Boba Fett föras till gangsterkungen Jabba the Hutt.
Luke kommer till Molnstaden för att rädda sina vänner, men leds i en fälla av Vader. De två möts i en ljussabelduell, i vilken Vader bekänner att han är Lukes far. Vader besegrar Luke genom att hugga av dennes högra hand. Luke som inte vill tro att det Vader sagt är sant, offrar sig själv hellre än att bli Vaders bundsförvant - men han räddas av Molnstadens luftinsugning och blir sedan upphämtad av Leia och Lando i Millenniefalken. Luke och hans vänner återvänder till rebellernas flotta och hans skador läks. Lando och Chewbacca ger sig av i Millenniefalken för att leta reda på Han Solo.

## Om filmen

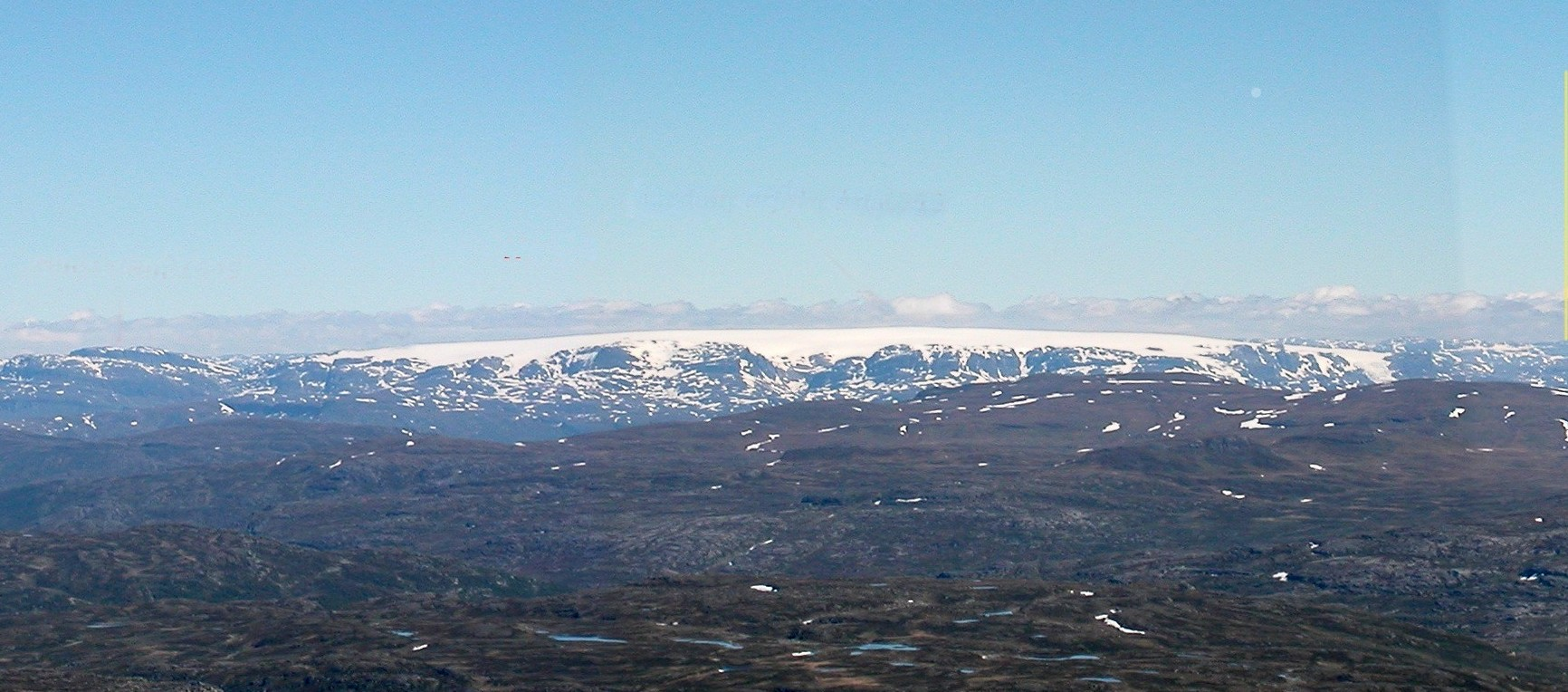
Hardangerjøkulen i Norge, som i filmen föreställer Hoth.

- Filmen nominerades till tre Oscar. Den vann en för bästa ljud.

- Filmen var vid premiären endast tillåten från 15 år, vilket orsakade stora problem för biografpersonalen med oförstående publik som försökte hänvisa till första filmens 11-årsgräns. I april 1982 fick filmen nypremiär. Den hade då begärts omcensurerad för att bli tillåten från 11 år vilket Statens biografbyrå gick med på efter att ha klippt på åtta olika ställen med sammanlagt drygt sju minuter. Hösten 1995 släpptes den på VHS i Sverige. Denna gång efter en tredje granskning av Statens biografbyrå där den fått en 11-årsgräns i originalversion utan klipp.

- Då filmen i en drygt två minuter längre version fick nypremiär på biograferna 1997 marknadsfördes den som Stjärnornas krig - Rymdimperiet slår tillbaka. Någon annan svensk titel har aldrig officiellt registrerats.

- Filmens klimax, där Darth Vader berättar att han är Luke Skywalkers far, hölls hemligt för skådespelarensemblen och inspelningsteamet genom att manuskriptet försågs med en falsk sida. Vid inspelningstillfället var det endast regissören Irvin Kershner och Mark Hamill (som spelade Luke Skywalker) som visste vad som skulle sägas i scenen. Fabricerade repliker från det falska manuskriptet dubbades sedan över av James Earl Jones, som läste Darth Vaders röst.

- George Lucas gav 1977 författaren Leigh Brackett uppdraget att skriva manus till filmen. Hon avled i cancer ett år senare och manuset bearbetades och färdigställdes av Lawrence Kasdan. Kasdan skrev även manus till Jedins återkomst.

- Filmen hade Sverigepremiär den 15 augusti 1980[3] på biograferna Rigoletto (i 70 millimeter), Ri-tvåan och Ricardo i Stockholm.

- Scenerna som föreställer isplaneten Hoth spelades in vid Hardangerjøkulen nära Finse i Norge.[4]

## Rollista (i urval)
| Mark Hamill                         | – Luke Skywalker       |
| Harrison Ford                       | – Han Solo             |
| Carrie Fisher                       | – Prinsessan Leia      |
| Billy Dee Williams                  | – Lando Calrissian     |
| David Prowse                        | – Darth Vader          |
| James Earl Jones                    | – Darth Vader (röst)   |
| Frank Oz                            | – Yoda (röst)          |
| Anthony Daniels                     | – C-3PO                |
| Kenny Baker                         | – R2-D2                |
| Peter Mayhew                        | – Chewbacca            |
| Alec Guinness                       | – Obi-Wan "Ben" Kenobi |
| Jeremy Bulloch                      | – Boba Fett            |
| Jason Wingreen                      | – Boba Fett (röst)     |
| Temuera Morrison (DVD-utgåvan 2004) | – Boba Fett (röst)     |
| Denis Lawson                        | – Wedge Antilles       |
| Marjorie Eaton                      | – Kejsaren             |
| Clive Revill                        | – Kejsaren (röst)      |
| Ian McDiarmid (DVD-utgåvan 2004)    | – Kejsaren             |